# Hrgar
Hrgar je naselje v občini Bihać, Bosna in Hercegovina. 

## Deli naselja
Đuđin Do, Hrgar, Prijekovac, Velebit in Zapoljak. 

## Prebivalstvo
| Pregled števila prebivalcev po letih | Pregled števila prebivalcev po letih | Pregled števila prebivalcev po letih | Pregled števila prebivalcev po letih | Pregled števila prebivalcev po letih | Pregled števila prebivalcev po letih |
| ------------------------------------ | ------------------------------------ | ------------------------------------ | ------------------------------------ | ------------------------------------ | ------------------------------------ |
| 1948                                 | 1953                                 | 1961                                 | 1971                                 | 1981                                 | 1991                                 |
| -                                    | -                                    | -                                    | 265                                  | 141                                  | 81                                   |

| Narodna sestava prebivalstva po letih                                                                                      | Narodna sestava prebivalstva po letih                                                                                       | Narodna sestava prebivalstva po letih                                                                                  |
| --- | --- | --- |
| 1971 | 1981 | 1991 |
| . skupaj: 265 Srbi 264 (99,62 %) Hrvati 0 (0,00 %) Muslimani 0 (0,00 %) Jugoslovani 0 (0,00 %) drugi in neznano 1 (0,37 %) | . skupaj: 141 Srbi 127 (90,07 %) Hrvati 0 (0,00 %) Muslimani 0 (0,00 %) Jugoslovani 14 (9,92 %) drugi in neznano 0 (0,00 %) | . skupaj: 81 Srbi 81 (100 %) Hrvati 0 (0,00 %) Muslimani 0 (0,00 %) Jugoslovani 0 (0,00 %) drugi in neznano 0 (0,00 %) |